# Opel Omega A
Der Opel Omega A war ein Pkw der oberen Mittelklasse der seinerzeit zum US-amerikanischen Automobilkonzern General Motors (GM) gehörenden Automobilmarke Opel. Er wurde als Nachfolger des Rekord E von August 1986 bis August 1993 gebaut.

## Modellgeschichte

### Allgemeines
Das anfangs nur als Stufenheck erhältliche „Auto des Jahres 1987“ hatte ein neu konstruiertes Fahrwerk mit hinterer Schräglenkerachse und Scheibenbremsen an allen vier Rädern. Wie sein Vorgänger Rekord war der Omega auch als Kombi (bei Opel „Caravan“ genannt) erhältlich.
Die Karosserie hat einen niedrigen Luftwiderstandsbeiwert (cw) von 0,28, was zusammen mit dem relativ geringen Gewicht sehr gute Fahrleistungen bei gleichzeitig niedrigem Verbrauch ergibt.
In der Tradition des bereits im August 1982 eingestellten Modells Commodore C wurde auch der Omega mit Sechszylinder-Reihenmotoren verkauft. Ein höherwertig ausgestattetes Parallelmodell wurde (ähnlich wie bei der KAD-Reihe und beim Rekord E die Modelle Senator/Monza A) als Senator B angeboten.
Die Produktion des Omega A endete im August 1993. Der Abverkauf dauerte noch bis März 1994. Im April 1994 wurde das Modell vom Omega B abgelöst.

### Technik
Der Antriebsstrang bestand wie beim Vorgänger klassisch aus vorne längs verbautem Reihenmotor und Getriebe, Kardanwelle und Hinterradantrieb, wobei je nach Ausführung unterschiedliche, teilweise selbstsperrende Differentiale zum Einsatz kamen.
Anfänglich gab es Motoren mit 1,8 und 2,0 Liter Hubraum mit 60, 66 und 85 kW (82, 90 und 115 PS) ohne Katalysator sowie den schon aus dem Kadett GSi bekannten 2,0-Liter-Motor mit 85 kW (115 PS, mit Katalysator) oder 90 kW (122 PS, ohne Katalysator). Hinzu kamen die noch vom Rekord stammenden 2,3-Liter-Diesel- und Turbodieselmotoren mit 54 und 74 kW (74 und 100 PS). Im Gegensatz zum Rekord E hatte die Motorhaube des Diesels jedoch keinen Buckel mehr.
Von September 1988 bis Oktober 1992 gab es einen 2,4-Liter-Einspritzmotor mit 92 kW (125 PS), der ein weiterentwickelter CIH-Motor aus dem Rekord war, während alle anderen 4-Zylinder-Motoren im Omega bereits der moderneren OHC-Bauart entsprachen.
Im August 1987 rückte die Limousine in einer sportlichen Variante als „Omega 3000“ mit Sechszylindermotor in die Modellpalette. Zunächst waren die aus dem Senator A bekannten 3,0-Liter-Ottomotoren mit 115 kW (156 PS mit Katalysator) oder 130 kW (177 PS ohne Katalysator) lieferbar.
Bereits ab Frühjahr 1988 stand jedoch ein modernisierter Dreilitermotor mit 130 kW (177 PS mit Katalysator) mit der Bezeichnung C30NE zur Verfügung, welcher den C30LE Motor (mit Kat) und den 30NE (ohne Kat) offiziell ersetzte. Inoffiziell war letzterer jedoch noch bis zum Ende des Modelljahres 1990 auf Sonderwunsch weiterhin bestellbar.
Ab Oktober 1989 war auch der Caravan mit einer 3-Liter-Maschine bestellbar. Dort verzichtete man jedoch auf die sportliche Erscheinung und nannte ihn schlicht Omega Caravan 3.0i. Trotzdem war er mit einer Höchstgeschwindigkeit von 220 km/h zu seiner Zeit der schnellste Serienkombi in Deutschland.
Zeitgleich wurde für die Limousine der neue 3,0-Liter-24V-Motor mit 150 kW (204 PS) eingeführt. Dieser Motor hatte zwei obenliegende Nockenwellen in OHC Bauweise sowie ein Schaltsaugrohr (Dual-RAM) und bot sehr gute Fahrleistungen bei relativ niedrigem Verbrauch.
Außerdem wurde im Herbst 1989 die 65 kW (88 PS) starke und damit letzte Variante des 1,8-Liter-Motors vom deutschen Markt genommen.

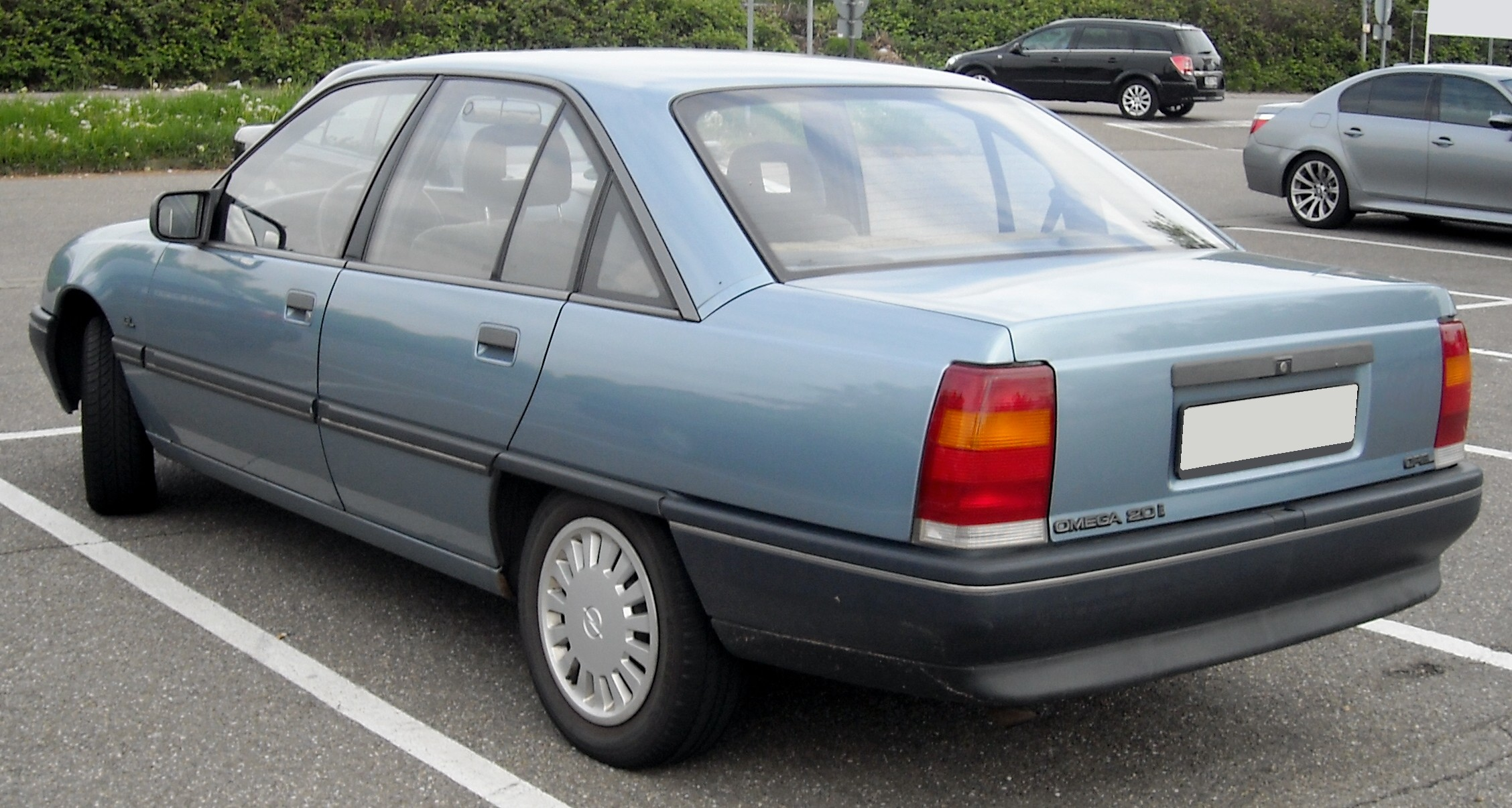
Heckansicht
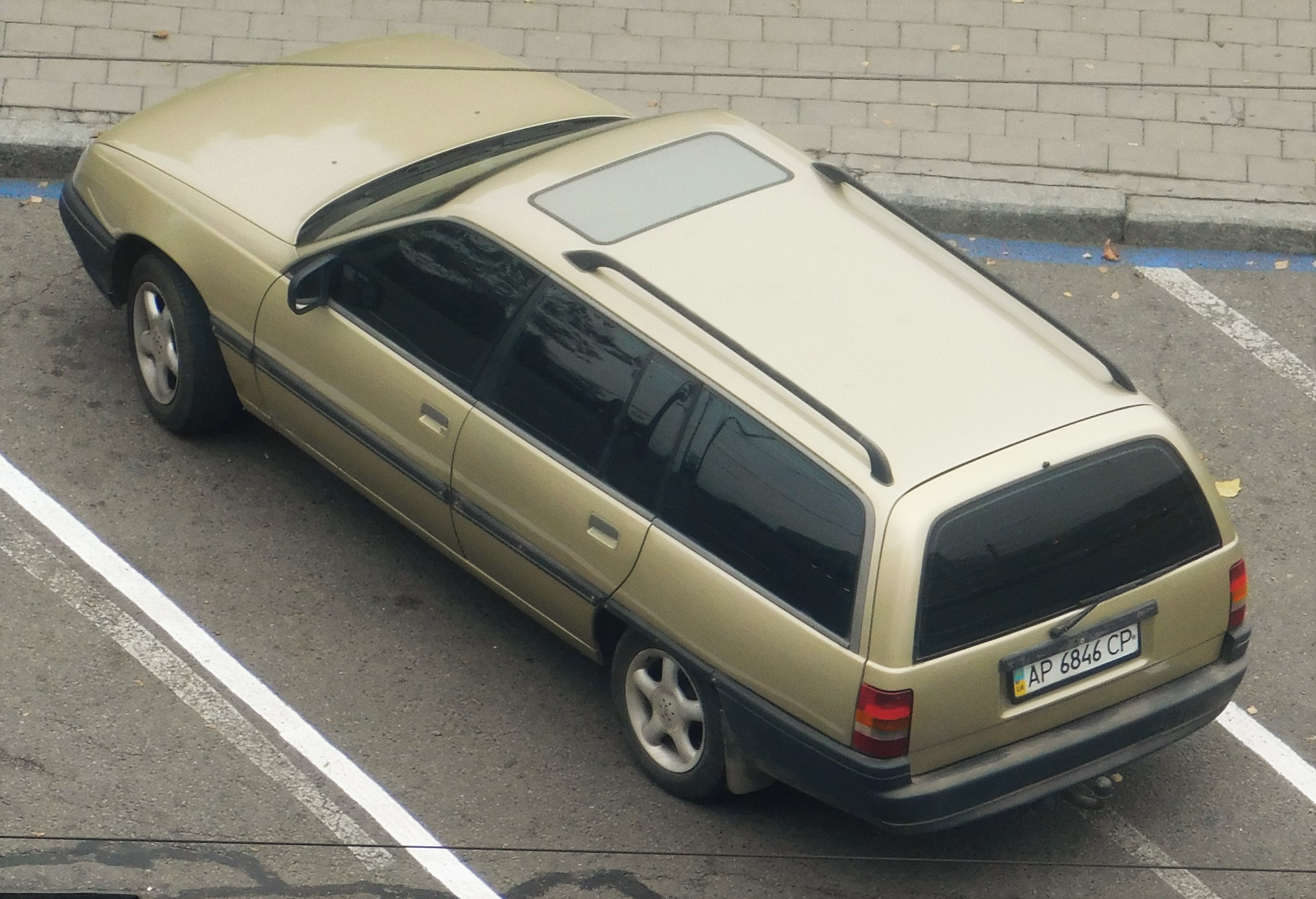
Heckansicht Opel Omega Caravan
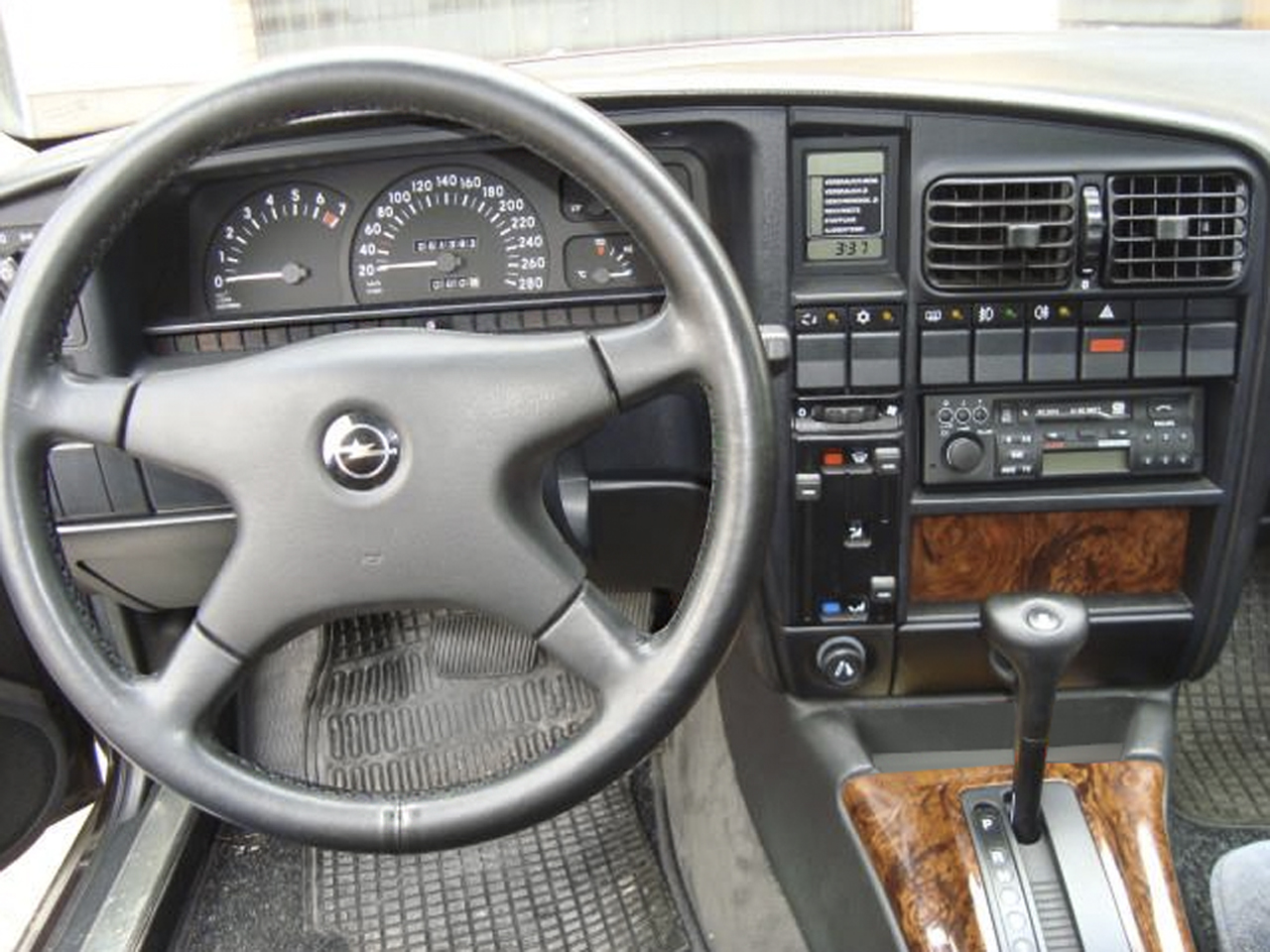
Cockpit
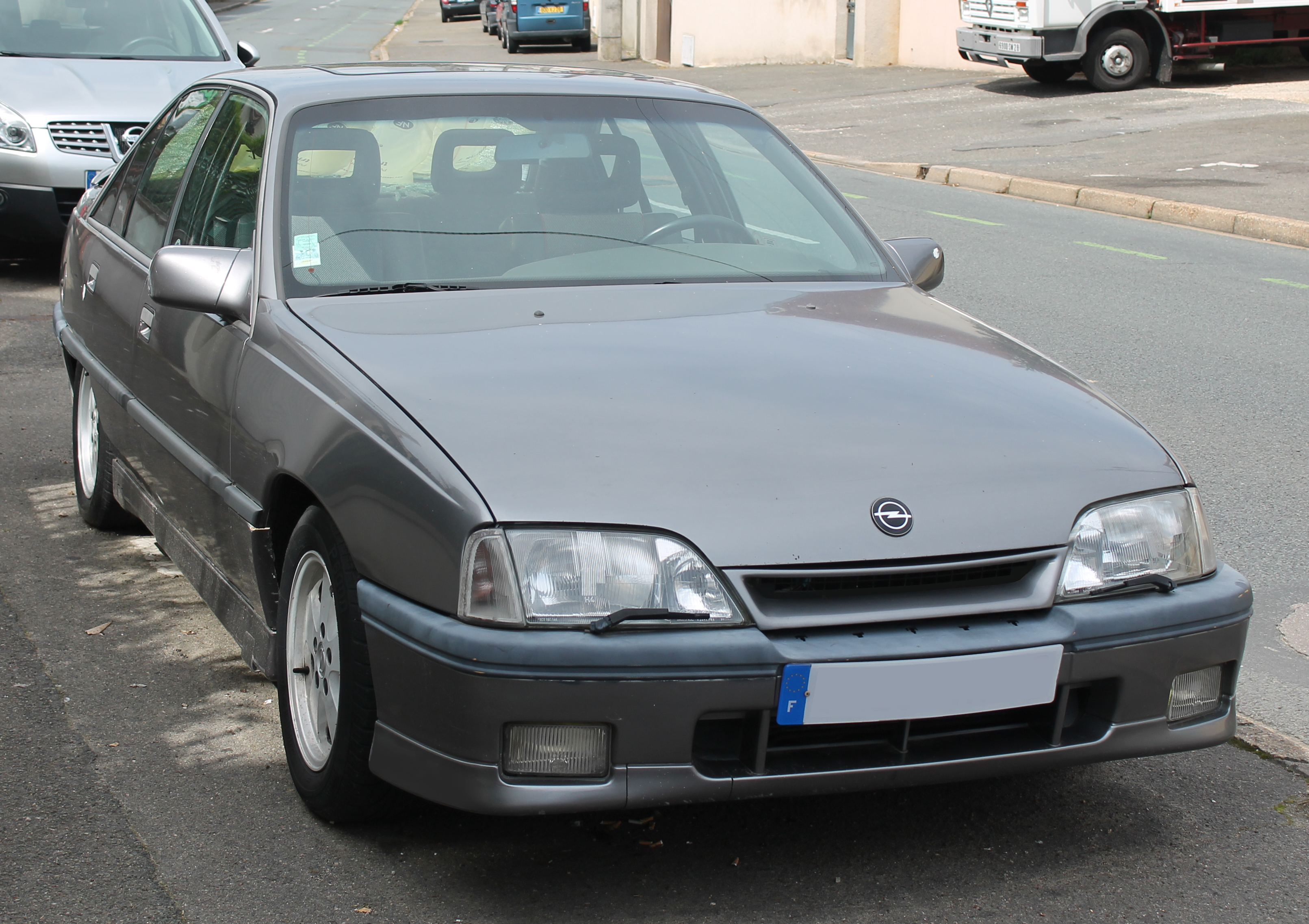
Opel Omega 3000 (1987–1990)

### Modellpflege
Im Juli 1990 wurde der Omega A äußerlich wie technisch überarbeitet. Äußerliche Kennzeichen dieser Modellpflege waren die wuchtigeren und mit mehr Chrom verzierten Stoßfänger und Schutzleisten und die dunkel abgetönten Rückleuchten. Gleichzeitig wurde sowohl für die Limousine als auch für den Caravan ein 110 kW (150 PS) starker 2,6-Liter-Sechszylindermotor (C26NE) eingeführt. Dieser war eine Modifikation des 3.0i 12-Ventilers, kombiniert mit einem Schaltsaugrohr (Dual-RAM) wie beim 3.0i 24V.
Mit dem Facelift wurde letztlich auch dem Caravan der starke 3,0-l-Motor mit 24 Ventilen eingebaut, fortan hieß die stärkste Kombi-Variante also „Omega Caravan 24V“. Aufgrund der bauartbedingt anderen Abgasanlage brachte es der Caravan jedoch nur auf 147 kW (200 PS) und hatte damit 3 kW (4 PS) weniger als die Limousine.
Und auch wenn der 24V offiziell von da an den 12-Ventiler (C30NE) ablöste, war dieser bis Modelljahr 1992 weiterhin auf Sonderwunsch lieferbar.
Im letzten Produktionsjahr des Omega A hieß auch die stärkste Variante der Stufenhecklimousine nur noch Omega 24V. Es wichen sämtliche „3000“-Anbauteile, da man bei diesem Modell auf Understatement setzte.

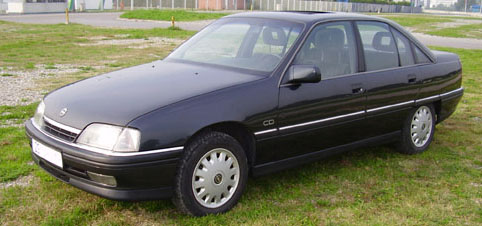
Opel Omega (1990–1993)
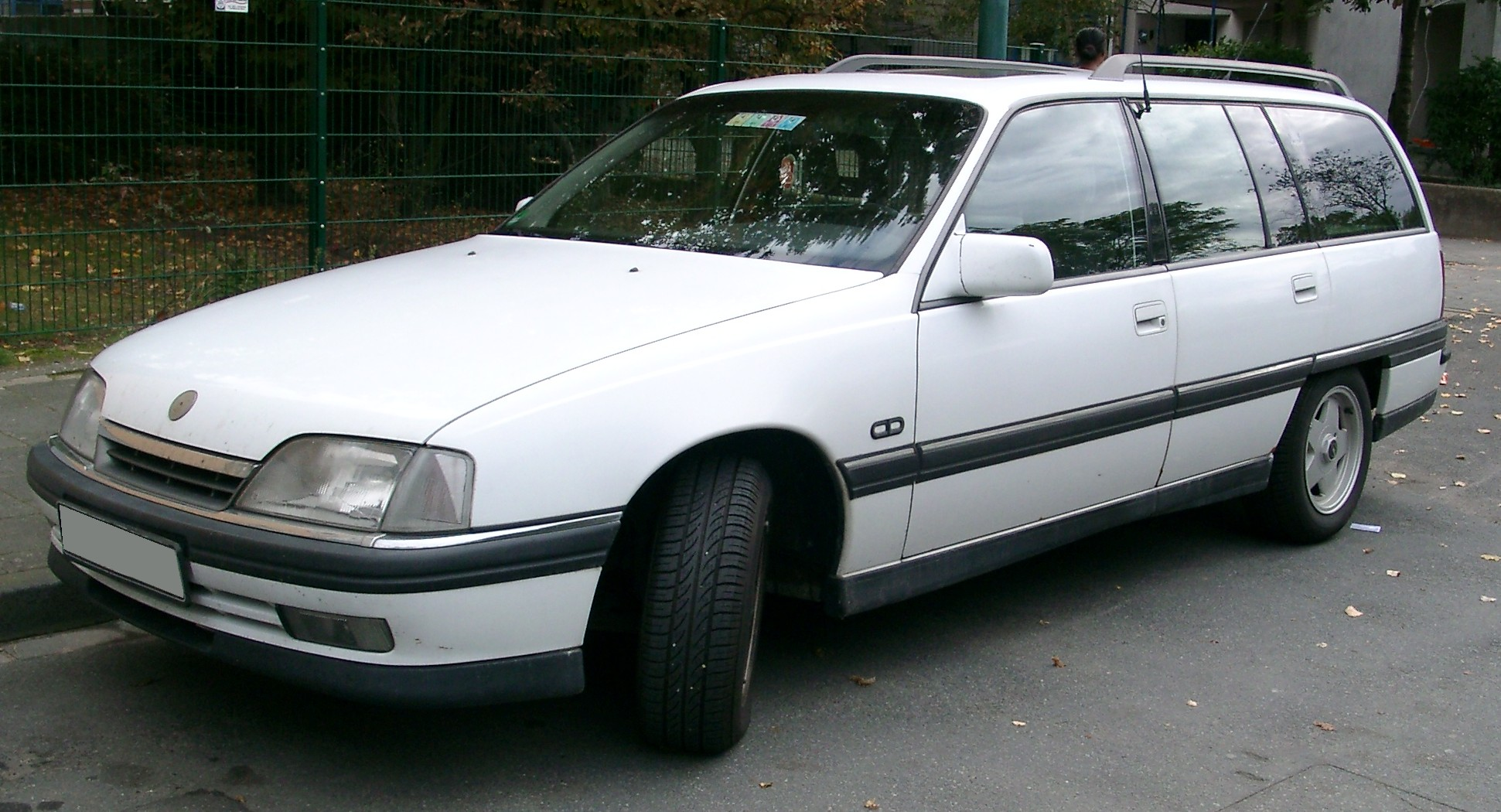
Opel Omega Caravan (1990–1993)
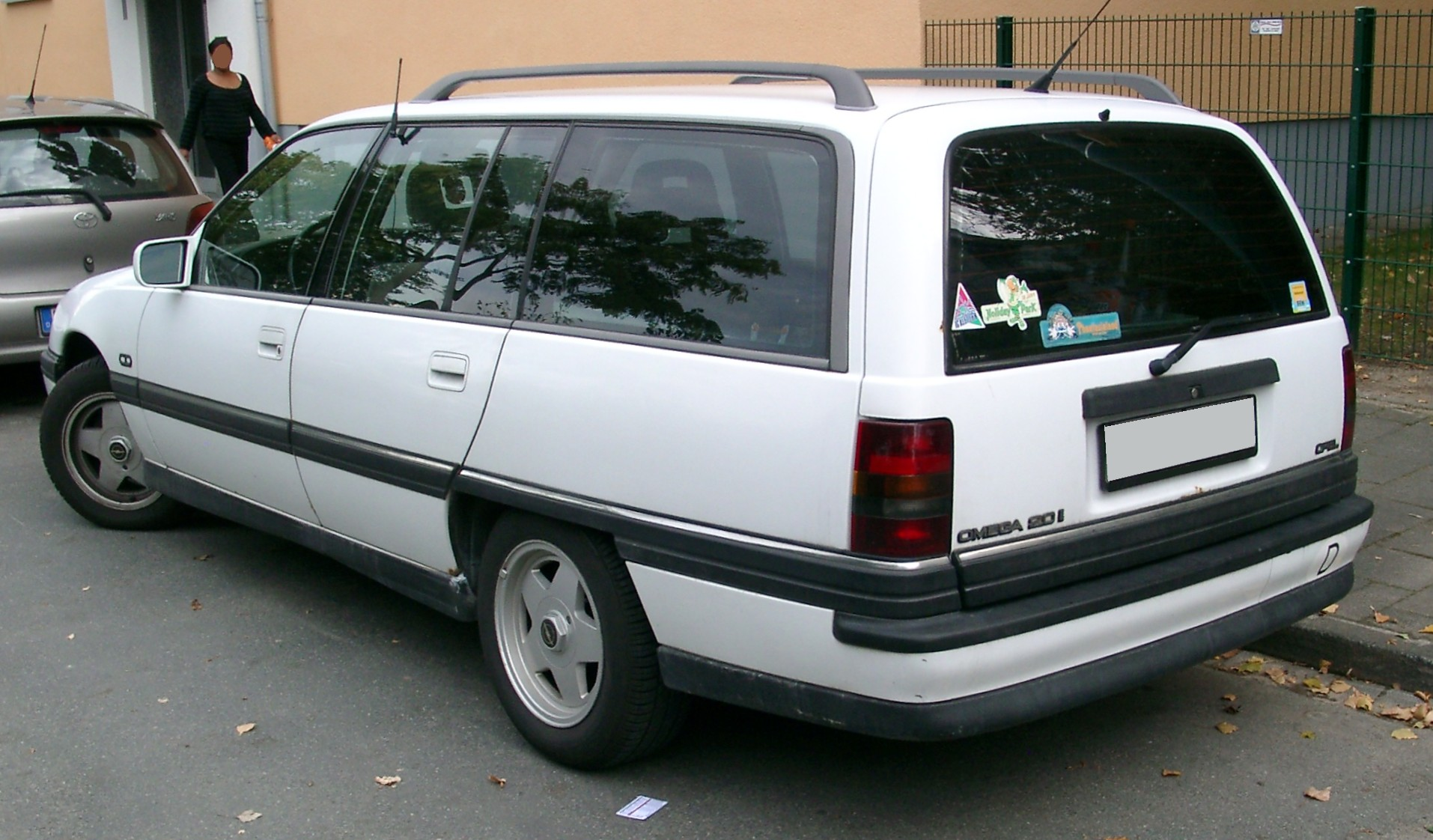
Heckansicht
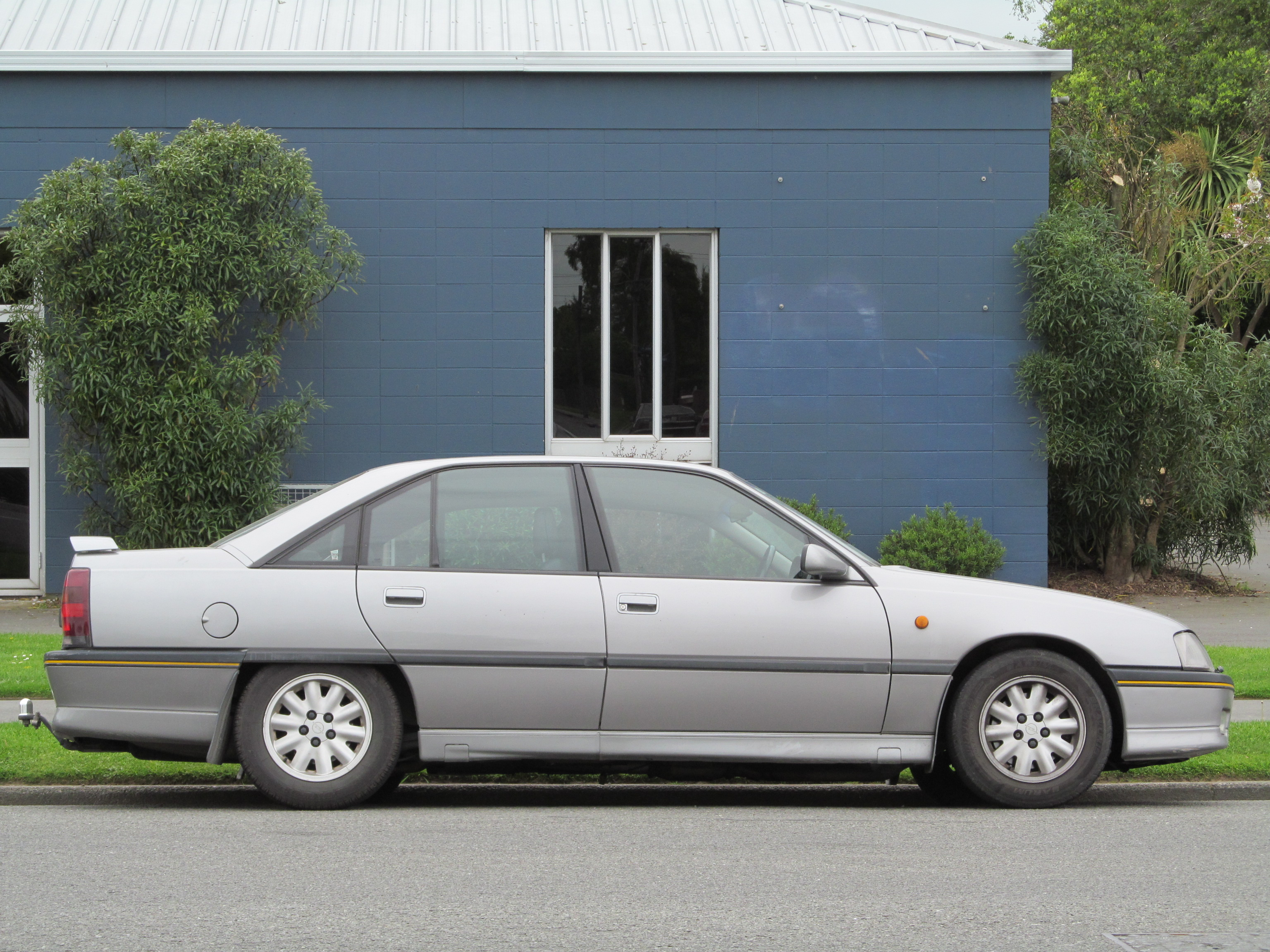
Opel Omega 3000 (1992)

### Technische Daten
|                                     | 1,8 N | 1,8 S | 1,8 i | 2,0 i | 2,4 i | 2,3 Diesel | 2,3 Turbodiesel                                                                                                 | 2,6 i | 3,0 i | 3000 / 3,0i 24V                                                                                                 |
| ----------------------------------- | --- | --- | --- | --- | --- | --- | --- | --- | --- | --- |
| Motor                               | 4-Zylinder-Reihenmotor (Viertakt)                                                                               | 4-Zylinder-Reihenmotor (Viertakt)                                                                               | 4-Zylinder-Reihenmotor (Viertakt)                                                                               | 4-Zylinder-Reihenmotor (Viertakt)                                                                               | 4-Zylinder-Reihenmotor (Viertakt)                                                                               | 4-Zylinder-Reihenmotor (Viertakt)                                                                               | 4-Zylinder-Reihenmotor (Viertakt)                                                                               | 6-Zylinder-Reihenmotor (Viertakt)                                                                               | 6-Zylinder-Reihenmotor (Viertakt)                                                                               | 6-Zylinder-Reihenmotor (Viertakt)                                                                               |
| Hubraum                             | 1796 cm³ | 1796 cm³ | 1796 cm³ | 1998 cm³ | 2410 cm³ | 2260 cm³ | 2260 cm³ | 2594 cm³ | 2969 cm³ | 2969 cm³ |
| Bohrung × Hub                       | 84,8 × 79,5 mm                                                                                                  | 84,8 × 79,5 mm                                                                                                  | 84,8 × 79,5 mm                                                                                                  | 86 × 86 mm | 95 × 85 mm | 92 × 85 mm | 92 × 85 mm | 88,8 × 69,8 mm                                                                                                  | 95 × 69,8 mm | 95 × 69,8 mm |
| Leistung bei 1/min                  | 60 kW (82 PS) bei 5400                                                                                          | 66 kW (90 PS) bei 5200                                                                                          | 85 kW (115 PS) bei 5600                                                                                         | 85–90 kW (115–122 PS) bei 5400                                                                                  | 92 kW (125 PS) bei 4800                                                                                         | 54 kW (73 PS) bei 4400                                                                                          | 66–74 kW (90–100 PS) bei 4200                                                                                   | 110 kW (150 PS) bei 5600                                                                                        | 115–130 kW (156–177 PS) bei 5600                                                                                | 147–150 kW (200–204 PS) bei 6000                                                                                |
| Max. Drehmoment bei 1/min           | 132 Nm bei 3000                                                                                                 | 145 Nm bei 3400                                                                                                 | 157 Nm bei 4000                                                                                                 | 167–175 Nm bei 2600                                                                                             | 195 Nm bei 2400                                                                                                 | 135 Nm bei 2400                                                                                                 | 186–214 Nm bei 2100–2200                                                                                        | 220 Nm bei 3600                                                                                                 | 225–235 Nm bei 4100–4400                                                                                        | 270 Nm bei 3600                                                                                                 |
| Gemischaufbereitung                 | 1 Register-Fallstromvergaser                                                                                    | 1 Register-Fallstromvergaser                                                                                    | elektr. Einspritzung                                                                                            | elektronische Einspritzung (Bosch Motronic)                                                                     | elektronische Einspritzung (Bosch Motronic)                                                                     | Bosch-Diesel-Einspritzpumpe                                                                                     | Bosch-Diesel-Einspritzpumpe                                                                                     | elektronische Einspritzung (Bosch Motronic)                                                                     | elektronische Einspritzung (Bosch Motronic)                                                                     | elektronische Einspritzung (Bosch Motronic)                                                                     |
| Ventilsteuerung                     | Hängende Ventile, Hydrostößel (obenliegende Nockenwelle, Zahnriemen)                                            | Hängende Ventile, Hydrostößel (obenliegende Nockenwelle, Zahnriemen)                                            | Hängende Ventile, Hydrostößel (obenliegende Nockenwelle, Zahnriemen)                                            | Hängende Ventile, Hydrostößel (obenliegende Nockenwelle, Zahnriemen)                                            | Hängende Ventile, Hydrostößel (obenliegende Nockenwelle, Duplexkette)                                           | Hängende Ventile, (obenliegende Nockenwelle, Kette)                                                             | Hängende Ventile, (obenliegende Nockenwelle, Kette)                                                             | Hängende Ventile, Hydrostößel (seitliche Nockenwelle, Duplexkette)                                              | Hängende Ventile, Hydrostößel (seitliche Nockenwelle, Duplexkette)                                              | 24 Ventile, Hydrostößel (2 obenliegende Nockenwellen, Ketten)                                                   |
| Kühlung                             | Wasserkühlung                                                                                                   | Wasserkühlung                                                                                                   | Wasserkühlung                                                                                                   | Wasserkühlung                                                                                                   | Wasserkühlung                                                                                                   | Wasserkühlung                                                                                                   | Wasserkühlung                                                                                                   | Wasserkühlung                                                                                                   | Wasserkühlung                                                                                                   | Wasserkühlung                                                                                                   |
| Getriebe                            | 5-Gang-Getriebe Getrag R25 R28, Mittelschaltung Viergangautomatik (Opel) Aisin Warner AW03-71LE / GM AR25, AR28 | 5-Gang-Getriebe Getrag R25 R28, Mittelschaltung Viergangautomatik (Opel) Aisin Warner AW03-71LE / GM AR25, AR28 | 5-Gang-Getriebe Getrag R25 R28, Mittelschaltung Viergangautomatik (Opel) Aisin Warner AW03-71LE / GM AR25, AR28 | 5-Gang-Getriebe Getrag R25 R28, Mittelschaltung Viergangautomatik (Opel) Aisin Warner AW03-71LE / GM AR25, AR28 | 5-Gang-Getriebe Getrag R25 R28, Mittelschaltung Viergangautomatik (Opel) Aisin Warner AW03-71LE / GM AR25, AR28 | 5-Gang-Getriebe Getrag R25 R28, Mittelschaltung Viergangautomatik (Opel) Aisin Warner AW03-71LE / GM AR25, AR28 | 5-Gang-Getriebe Getrag R25 R28, Mittelschaltung Viergangautomatik (Opel) Aisin Warner AW03-71LE / GM AR25, AR28 | 5-Gang-Getriebe Getrag R25 R28, Mittelschaltung Viergangautomatik (Opel) Aisin Warner AW03-71LE / GM AR25, AR28 | 5-Gang-Getriebe Getrag R25 R28, Mittelschaltung Viergangautomatik (Opel) Aisin Warner AW03-71LE / GM AR25, AR28 | 5-Gang-Getriebe Getrag R25 R28, Mittelschaltung Viergangautomatik (Opel) Aisin Warner AW03-71LE / GM AR25, AR28 |
| Radaufhängung vorn                  | MacPherson-Federbeinachse, Schraubenfedern                                                                      | MacPherson-Federbeinachse, Schraubenfedern                                                                      | MacPherson-Federbeinachse, Schraubenfedern                                                                      | MacPherson-Federbeinachse, Schraubenfedern                                                                      | MacPherson-Federbeinachse, Schraubenfedern                                                                      | MacPherson-Federbeinachse, Schraubenfedern                                                                      | MacPherson-Federbeinachse, Schraubenfedern                                                                      | MacPherson-Federbeinachse, Schraubenfedern                                                                      | MacPherson-Federbeinachse, Schraubenfedern                                                                      | MacPherson-Federbeinachse, Schraubenfedern                                                                      |
| Radaufhängung hinten                | Schräglenkerachse, Schraubenfedern                                                                              | Schräglenkerachse, Schraubenfedern                                                                              | Schräglenkerachse, Schraubenfedern                                                                              | Schräglenkerachse, Schraubenfedern                                                                              | Schräglenkerachse, Schraubenfedern                                                                              | Schräglenkerachse, Schraubenfedern                                                                              | Schräglenkerachse, Schraubenfedern                                                                              | Schräglenkerachse, Schraubenfedern                                                                              | Schräglenkerachse, Schraubenfedern                                                                              | Schräglenkerachse, Schraubenfedern                                                                              |
| Bremsen                             | Vierrad-Scheibenbremsen, Ø vorn 258 mm, hinten 270 mm                                                           | Vierrad-Scheibenbremsen, Ø vorn 258 mm, hinten 270 mm                                                           | Vierrad-Scheibenbremsen, Ø vorn 258 mm, hinten 270 mm                                                           | Vierrad-Scheibenbremsen, Ø vorn 258 mm, hinten 270 mm                                                           | Vierrad-Scheibenbremsen, Ø vorn 258 mm, hinten 270 mm                                                           | Vierrad-Scheibenbremsen, Ø vorn 258 mm, hinten 270 mm                                                           | Vierrad-Scheibenbremsen, Ø vorn 258 mm, hinten 270 mm                                                           | Vierrad-Scheibenbremsen, Ø vorn 258 mm, hinten 270 mm                                                           | Vierrad-Scheibenbremsen, Ø vorn 258 mm, hinten 270 mm                                                           | Ø vorne und hinten 296 mm                                                                                       |
| Karosserie                          | Stahlblech, selbsttragend                                                                                       | Stahlblech, selbsttragend                                                                                       | Stahlblech, selbsttragend                                                                                       | Stahlblech, selbsttragend                                                                                       | Stahlblech, selbsttragend                                                                                       | Stahlblech, selbsttragend                                                                                       | Stahlblech, selbsttragend                                                                                       | Stahlblech, selbsttragend                                                                                       | Stahlblech, selbsttragend                                                                                       | Stahlblech, selbsttragend                                                                                       |
| Spurweite vorn/hinten               | 1447–1462/1468–1494 mm                                                                                          | 1447–1462/1468–1494 mm                                                                                          | 1447–1462/1468–1494 mm                                                                                          | 1447–1462/1468–1494 mm                                                                                          | 1447–1462/1468–1494 mm                                                                                          | 1447–1462/1468–1494 mm                                                                                          | 1447–1462/1468–1494 mm                                                                                          | 1447–1462/1468–1494 mm                                                                                          | 1447–1462/1468–1494 mm                                                                                          | 1447–1462/1468–1494 mm                                                                                          |
| Radstand                            | 2730 mm | 2730 mm | 2730 mm | 2730 mm | 2730 mm | 2730 mm | 2730 mm | 2730 mm | 2730 mm | 2730 mm |
| Länge                               | 4687–4742 mm | 4687–4742 mm | 4687–4742 mm | 4687–4742 mm | 4687–4742 mm | 4687–4742 mm | 4687–4742 mm | 4687–4742 mm | 4687–4742 mm | 4687–4742 mm |
| Leergewicht                         | 1200–1535 kg | 1200–1535 kg | 1200–1535 kg | 1200–1535 kg | 1200–1535 kg | 1200–1535 kg | 1200–1535 kg | 1200–1535 kg | 1200–1535 kg | 1200–1535 kg |
| Höchstgeschwindigkeit               | 175–180 km/h | 178–183 km/h | 190–195 km/h | 193–200 km/h | 198–200 km/h | 163 km/h | 170–180 km/h | 215 km/h | 213–227 km/h | 242 km/h |
| 0–100 km/h                          | 15–16,5 s | 14–15,5 s | 12–13,5 s | 10,5–13 s | 11–12 s | 21–23,5 s | 14–17 s | 10 s | 9–10 s | 7,6 s |
| Verbrauch (Liter/100 Kilometer) (1) | 10,5 N | 9,5 S | 10,0 S | 10,0–10,5 S | 11,5 S | 8,0 D | 7,0–7,5 D | 12,5 S | 12,5–13,0 S | 12,5 S |

### Ausstattungsvarianten
- LS
- GL
- GLS
- GLT (ab August 1992)
- CD
- 3000 (1986–1990)
- 3000-24V (1990–1992)
- 24V (Caravan ab August 1990 bis Produktionsende; Limousine bis August 1992)

#### Sondermodelle
- GL Diamant (1988–1992)
- GLS Diamant (1988–1990)
- CD Diamant (1988–1993)
- Club (nur Caravan)
- Travel (nur Caravan, in der Schweiz aber auch Limousine)
- GL Sportive
- CD Sportive
- Sport

#### Sechstürige Limousine
1988 baute das US-amerikanische Karosseriebauunternehmen Armbruster & Stageway aus Arkansas eine verlängerte Version des Omega mit sechs Türen, die über Earnhart & Johansen vertrieben wurde.
Ab 1989 bot Opel regulär über das Händlernetz ebenfalls einen sechstürigen Omega an. Er hatte acht Sitzplätze und eine Außenlänge von 5,58 Metern bei einem Leergewicht ab 1555 kg je nach Ausstattung, auf Wunsch eine feste Mittelsitzbank und Fernbedienung für die Mitteltürentriegelung.

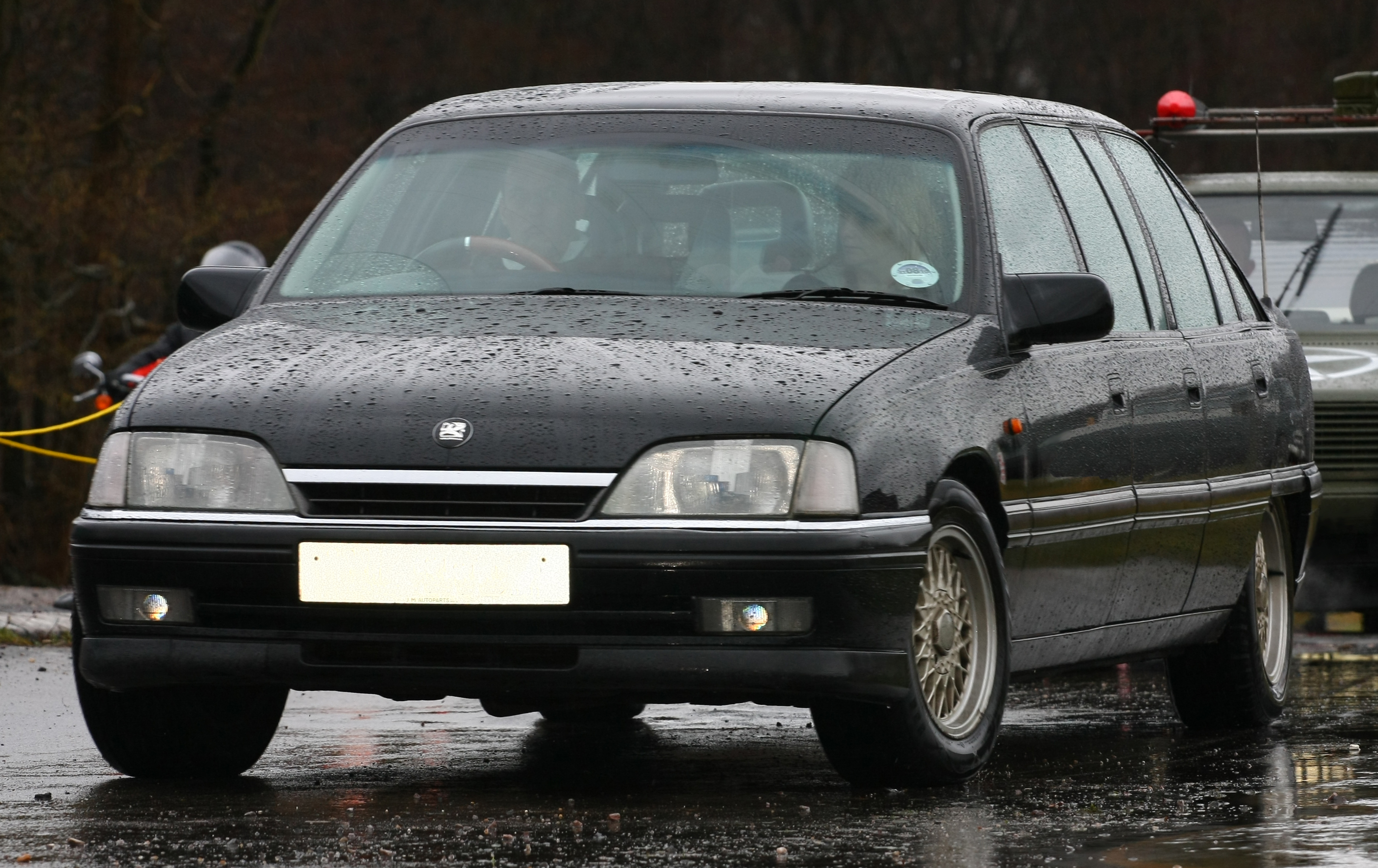
Vauxhall Carlton mit sechs Türen

## Omega Evolution 500 und Lotus Omega
Die Omega A Baureihe besitzt zwei Topmodelle auf Basis des Omega A 3000 24V. Zum einen der Opel Omega A Evolution 500, ein Homologationsmodell für die Deutsche Tourenwagen-Meisterschaft. Die 500 Stück umfassende Kleinserie wurde von 1991 bis 1992 produziert.
Zum anderen der Lotus Omega, eine High-Performance Limousine als Imageträger für die Marke Opel/Vauxhall. Die 1100 Stück umfassende Kleinserie wurde von 1990 bis 1992 produziert.

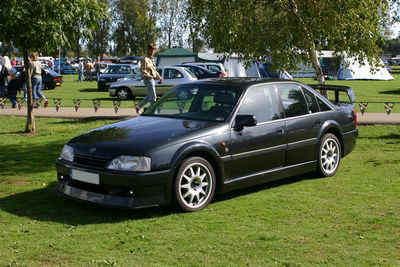
Opel Omega Evolution 500 (1991–1992)
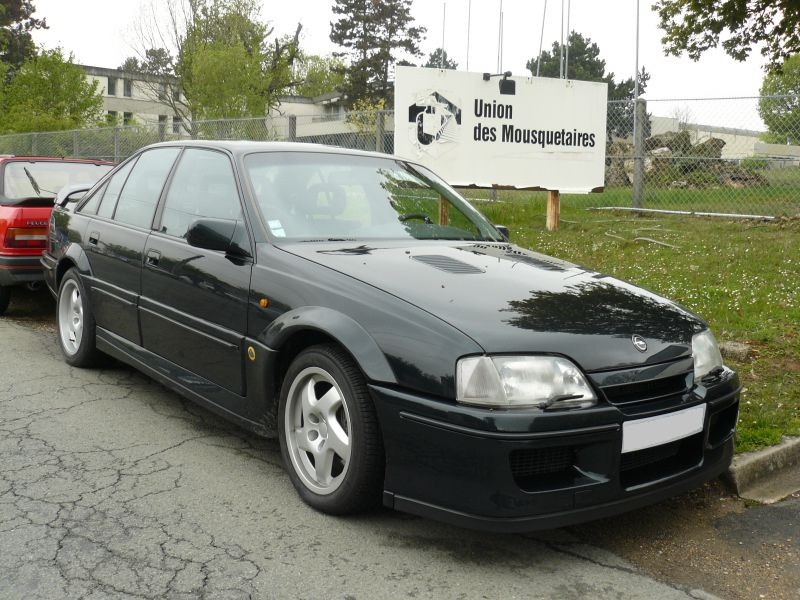
Lotus Omega (1990–1992)

## Motoren

### Otto

#### 4-Zylinder
- 1.8N (18NV, LV9) OHC-Reihenmotor mit 2E3-Vergaser und 60 kW/82 PS; mit U-Kat (08.1986–08.1987)
- 1.8 (18SV, LV9) OHC-Reihenmotor mit 2E3-Vergaser und 66 kW/90 PS; ohne Kat (08.1986–08.1987)
- 1.8S (E18NVR, LV9) OHC-Reihenmotor mit 2EE-Vergaser und 65 kW/88 PS; ohne Kat (08.1987–10.1989)
- 1.8i (18SEH, LV6) OHC-Reihenmotor mit L3-Jetronic und 85 kW/115 PS; ohne Kat (08.1986–08.1987)
- 2.0i (C20NEJ) OHC-Reihenmotor mit Motronic 1.5 und 73 kW/99 PS; mit G-Kat (07.1990–08.1992)
- 2.0i (C20NEF) OHC-Reihenmotor mit Motronic 1.5 und 74 kW/100 PS; mit G-Kat (07.1990–08.1993; nur Behördenfahrzeuge)
- 2.0i (C20NE, LE4) OHC-Reihenmotor mit Motronic 4.1/1.5 und 85 kW/115 PS; mit G-Kat (08.1986–08.1993)
- 2.0i (20SE, L96) OHC-Reihenmotor mit Motronic 4.1 und 90 kW/122 PS; ohne Kat (08.1986–08.1987)
- 2.4i (C24NE, LU6) CIH-Reihenmotor mit Motronic 1.5 und 92 kW/125 PS; mit G-Kat (08.1988–08.1993)

#### 6-Zylinder
- 2.6i (C26NE, LY0) CIH-Reihenmotor mit Motronic 1.5 und 110 kW/150 PS; mit G-Kat (08.1990–08.1993)
- 3.0i (C30LE, LF8) CIH-Reihenmotor mit Motronic 4.1 und 115 kW/156 PS; mit G-Kat (08.1987–10.1989)
- 3.0Si 12V (30NE, LF1) CIH-Reihenmotor mit L2-Jetronic und 130 kW/177 PS; ohne Kat (08.1987–08.1988)
- 3.0i (C30NE, LF1) CIH-Reihenmotor mit Motronic 4.1/1.5 und 130 kW/177 PS; mit G-Kat (08.1988–08.1992)
- 3.0i 24V (C30SEJ, LF2) DOHC-Reihenmotor mit Motronic 1.5 und 147 kW/200 PS; mit G-Kat (07.1990–08.1993)
- 3000 24V (C30SE, LF2) DOHC-Reihenmotor mit Motronic 1.5 und 150 kW/204 PS; mit G-Kat (10.1989–08.1993)

 Irmscher 
- 3.0i Evo 500 (C30XEI) 6-Zylinder-DOHC-Reihenmotor und 169 kW/230 PS; mit G-Kat
- 3.6i (C36NEI) 6-Zylinder-CIH-Reihenmotor mit Motronic 4.1 und 153 kW/208 PS; mit G-Kat
- 3.6i (C36NE) 6-Zylinder-CIH-Reihenmotor mit Motronic 4.1 und 145 kW/197 PS; mit G-Kat
- 4.0i-24V (C40SE) 6-Zylinder-DOHC-Reihenmotor mit 200 kW/272 PS; mit G-Kat

 Lotus 
- Lotus Omega (C36GET, LF2) 6-Zylinder-DOHC-Reihenmotor mit 277 kW/377 PS; mit Doppel-G-Kat

### Diesel
- 2.3 D (23YD, LW7) 4-Zylinder-OHC-Reihenmotor mit Verteilereinspritzpumpe und 54 kW/73 PS; ab 9/89 mit U-Kat (vorher ohne); (08.1986–08.1993)
- 2.3 TD (23YDT, LP6) 4-Zylinder-OHC-Reihenmotor mit Verteilereinspritzpumpe und Abgasturbolader und 66 kW/90 PS; ohne Kat (08.1986–08.1988)
- 2.3 TD (23DTR, LP6) 4-Zylinder-OHC-Reihenmotor mit Verteilereinspritzpumpe, Abgasturbolader, Ladeluftkühlung und 74 kW/100 PS; ohne Kat (08.1988–08.1993)

## Bestand in Deutschland
Aufgeführt ist der Bestand an Opel Omega A nach Hersteller- (HSN) und Typschlüsselnummern (TSN) in Deutschland laut Kraftfahrt-Bundesamt. Typen mit weniger als 100 Fahrzeugen werden nicht ausgewiesen. Bis 2007 beinhaltete der Bestand neben der Anzahl der angemeldeten Fahrzeuge auch die Anzahl der vorübergehenden Stilllegungen. Seit 2008 enthält der Bestand lediglich den „fließenden Verkehr“ einschließlich der Saisonkennzeichen.
| HSN/TSN  | Modell            | kW     | 1.2005 | 1.2006 | 1.2008 | 1.2009 | 1.2010 | 1.2011 | 1.2012 | 1.2013 | 1.2014 | 1.2015 | 1.2025 |
| -------- | ----------------- | ------ | ------ | ------ | ------ | ------ | ------ | ------ | ------ | ------ | ------ | ------ | ------ |
| 0039/675 | 1.8 N             | 60     | 791    | 499    | 170    | 127    |        |        |        |        |        |        | 22     |
| 0039/678 | 2.0 i             | 85     | 77.093 | 54.768 | 21.003 | 16.215 | 11.306 | 8.594  | 6.495  | 4.924  | 3.767  | 2.984  | 876    |
| 0039/679 | 2.0 i             | 90     | 239    | 146    |        |        |        |        |        |        |        |        | 8      |
| 0039/680 | 2.3 D             | 54     | 232    | 154    |        |        |        |        |        |        |        |        | 12     |
| 0039/681 | 2.3 TD            | 66     | 158    |        |        |        |        |        |        |        |        |        | 6      |
| 0039/682 | Caravan 1.8 N     | 60     | 281    | 167    |        |        |        |        |        |        |        |        | 7      |
| 0039/685 | Caravan 2.0 i     | 85     | 78.546 | 56.806 | 21.528 | 15.816 | 10.631 | 7.138  | 4.740  | 3.221  | 1.317  | 1.006  | 305    |
| 0039/687 | Caravan 2.3 D     | 54     | 708    | 475    | 100    |        |        |        |        |        |        |        | 13     |
| 0039/688 | Caravan 2.3 TD    | 66     | 156    |        |        |        |        |        |        |        |        |        | 10     |
| 0039/695 | 3.0 i             | 115    | 565    | 349    | 105    |        |        |        |        |        |        |        | 25     |
| 0039/696 | 3.0 i             | 130    | 765    | 506    | 183    | 154    | 120    |        |        |        |        |        | 44     |
| 0039/760 | 1.8 S             | 65     | 748    | 499    | 178    | 136    |        |        |        |        |        |        | 19     |
| 0039/763 | Caravan 1.8 S     | 65     | 716    | 420    |        |        |        |        |        |        |        |        | 14     |
| 0039/775 | 2.3 TD            | 74     | 307    | 209    |        |        |        |        |        |        |        |        | 2      |
| 0039/777 | Caravan 2.3 TD    | 74     | 1.424  | 991    | 217    | 127    |        |        |        |        |        |        | 6      |
| 0039/779 | Caravan 3.0 i     | 130    | 3.048  | 1.949  | 508    | 351    | 232    | 171    | 118    |        |        |        | 16     |
| 0039/781 | 2.4 i             | 92     | 2.376  | 1.644  | 541    | 394    | 299    | 220    | 165    | 130    | 103    |        | 26     |
| 0039/782 | Caravan 2.4 i     | 92     | 1.532  | 997    | 255    | 163    | 112    |        |        |        |        |        | 4      |
| 0039/839 | 2.4 i             | 92     | 2.563  | 1.753  | 622    | 493    | 349    | 274    | 198    | 150    | 114    |        | 22     |
| 0039/840 | 3000 24V          | 150    | 1.053  | 781    | 326    | 265    | 222    | 177    | 148    | 126    | 120    | 115    | 90     |
| 0039/841 | Caravan 2.4 i     | 92     | 2.448  | 1.558  | 400    | 286    | 173    | 115    |        |        |        |        | 9      |
| 0039/846 | 2.0 i             | 73     | 322    | 197    |        |        |        |        |        |        |        |        | 1      |
| 0039/847 | Caravan 2.0 i     | 73     | 512    | 336    |        |        |        |        |        |        |        |        | 1      |
| 0039/850 | 2.6 i             | 110    | 8.762  | 6.551  | 3.011  | 2.488  | 1.831  | 1.411  | 1.059  | 835    | 658    | 531    | 198    |
| 0039/851 | Caravan 2.6 i     | 110    | 9.613  | 7.152  | 2.891  | 2.197  | 1.499  | 1.058  | 733    | 514    | 179    | 140    | 50     |
| 0039/852 | Caravan 3.0 i 24V | 147    | 3.012  | 2.327  | 961    | 780    | 594    | 449    | 336    | 246    |        |        | 20     |
| Quelle   | Quelle            | Quelle | [ 2 ]  | [ 3 ]  | [ 4 ]  | [ 5 ]  | [ 6 ]  | [ 7 ]  | [ 8 ]  | [ 9 ]  | [ 10 ] | [ 11 ] | [ 12 ] |

## Omega in Brasilien
Ein zweites Leben erhielt der Opel Omega in Brasilien. Dort löste er den völlig veralteten Chevrolet Opala ab, der noch auf dem Opel Rekord C basierte, und wurde von 1992 bis 1998 als Chevrolet Omega produziert; Varianten waren: GL, GLS und CD. Der Caravan hieß dort Suprema. Als Motoren wurden der 2.0i und 3.0i verwendet. Als die Vorräte des (aus Deutschland stammenden) 3,0 Liter-Sechszylinders aufgebraucht waren, wurde er durch einen veralteten, 4,1 Liter großen Sechszylinder-Reihenmotor von Chevrolet ersetzt, der schon im Vorgängermodell Opala eingesetzt worden war. Die zweite brasilianische Omega-Generation wurde nicht mehr in Brasilien produziert, sondern ab 2001 von Holden importiert (Holden Commodore).